# 객관적 상관물
객관적 상관물(客觀的 相關物)은 창작자가 표현하려는 자신의 정서나 감정, 사상 등을 다른 사물이나 상황에 빗대어 표현할 때 이를 표현하는 사물이나 사건을 뜻한다. T. S. 엘리엇에 의해 크게 발전된 이론이다.
즉, 개인적 감정을 그대로 드러내는 것이 아니라 사물과 사건을 통해서 객관화 하려는 창작기법이다. 사람의 심리나 정서, 사상을 사물이나 사건, 자연물 등을 통해 간접적으로 드러내는 방식인데 객관적 상관물의 정의에 포함되는 요소는 사람의 정서(심리, 사상), 간접화, 객관적 상관물(자연물) 세 가지이다. 이 세 가지 요소가 갖추어지지 않으면 객관적 상관물이라 할 수 없다.
가령, '나는 슬프다'는 표현은 객관적 상관물과 관련이 없다. 사람의 정서인 외로움은 있다. 그러나 자연물이 없고 외롭다는 정서가 간접적으로 표현되지 않고 직접적으로 표현되어 있다. 그런데 슬픈 사람인 내가 달을 보고 '저 달이 울고 있다'고 표현하면 인간의 정서인 슬픔을 객관적 상관물인 달을 통해 간접적으로 표현했으니 객관적 상관물이 갖추어야 할 요소 세 가지를 다 갖춘 셈이 된다. 이른바 감정이입의 형태로 객관적 상관물을 표현한 것이다.
'펄펄 나는 저 꾀꼬리, 암수 서로 정답구나, 외로울사 이 내 몸은 누와 함께 돌아갈꼬?'라는 표현에서 '외로울사~돌아갈꼬?'라는 표현은 객관적 상관물과 관련이 없다. 인간의 감정인 외로움을 간접화의 방식이 아닌 직접 표출의 방법을 택했기 때문이다. 그러나 '펄펄~ 정답구나'는 객관적 상관물을 통한 표현이 존재한다. '암수 서로 정다운 꾀꼬리'는 '외로운 나'와 대조적인 것으로 인간의 감정인 외로움을 대조적으로 부각시키는 역할을 한다. 이른바 대조적 자연물이라는 형태로 객관적 상관물을 표현한 것이다.
감정이입이나 대조적 자연(객관적 상관물) 없이도 인간의 감정을 간접적인 방식으로 표현하는 방법이 있다. 앞의 두 가지보다 좀더 객관적이다. 가령, 인간의 감정인 외로움을 그림으로 나타낸다고 해 보자. '가을 벌판 끝 갈댓잎 하나 늦가을 바람에 흔들리고 있다'가 그런 표현의 예가 될 것이다. 객관적 상관물 '갈댓잎'은 인간의 감정인 '외로움'을 간접적인 방식으로 표현해 내고 있기 때문이다.
이상으로 보아 객관적 상관물은 정서를 간접적으로 표현하기 위해 세 가지 양태를 취한다고 볼 수 있다. 감정이입, 대조적 자연, 객관화를 통한 정서 투영이 그것이다. 그러나, 객관적 상관물을 넓게 본다면 조금 더 그 범위가 넓어진다.
예를 들어 , 시에서 단순한 가을하늘에 달이비치고 은하수가 환하다 라는 시구에서 가을,달 등 조차도 감정의 고조에 기여하고있다면 이 또한 객관적 상관물이라고 볼 수 있다.

## 같이 보기
- T. S. 엘리엇

1. ↑  이현정. “교양교육에서 객관적 상관물을 활용한 시 텍스트 연구 - 김수영 시를 중심으로”. 《한국문학과 예술 제47집》.